# Chirurgia plastica ricostruttiva della mammella
La chirurgia plastica ricostruttiva della mammella è un intervento che ha lo scopo di restituire alla paziente un volume e una forma mammaria. È stato dimostrato scientificamente che l'intervento di "ricostruzione mammaria" non ha alcuna influenza negativa sull'andamento della malattia di base. Al contrario, se eseguito correttamente e con un ottimo risultato, potrebbe invece avere un'influenza positiva sull'equilibrio psicologico, sulle difese immunitarie e pertanto sulla qualità di vita della paziente. Sono candidate per tale operazione donne le cui mammelle hanno subito un'amputazione chirurgica (mastectomia) oppure sono congenitamente assenti per un'anomalia di sviluppo (amastia). Le tecniche sono molteplici, ma quella più ideale per la paziente viene discussa e decisa con lei durante la visita preliminare. Statisticamente i casi più frequenti in cui si necessita di una ricostruzione mammaria sono quelli conseguenti a un tumore. 
Secondo gli ultimi studi disponibili, risalenti al 2003 il tumore della mammella rappresenta la neoplasia più frequente nella donna, con una prevalenza in Italia di 152 su 100 000 donne. Quando è necessario effettuare una mastectomia la ricostruzione è ormai considerata parte integrante del trattamento oncologico; numerose evidenze hanno dimostrato, infatti, che tale metodica non interferisce con il decorso della malattia né con l'esecuzione di eventuali terapie adiuvanti (chemioterapia, radioterapia).

## Storia
L'era moderna della ricostruzione mammaria si può far risalire agli anni sessanta del 1900, con l'introduzione delle protesi pre-riempite in gel di silicone, da parte di Cronin e Gerow e in Italia all'Ospedale di Como Graziella Lupo. Tra la fine degli anni settanta e l'inizio degli anni ottanta del Novecento lo sviluppo delle tecniche di espansione tissutale da parte di Radovan ha consentito di affinare ulteriormente le possibilità ricostruttive mediante l'utilizzazione di presidi gonfiabili sfruttando le proprietà elastiche dei tessuti, sottoposti a vari gradi di tensione. A Becker si deve l'introduzione degli espansori a permanenza, evitando così la necessità di sostituire l'espansore temporaneo con l'impianto definitivo.
Nei successivi anni novanta la storia degli impianti mammari è stata notevolmente influenzata dall'ormai famosa controversia sulle protesi mammarie, che ha avuto origine negli USA, dove ha raggiunto la sua acme nel 1992, in seguito ad una schiacciante decisione del commissario FDA (Food and Drug Administration) David Kessler di vietare l'uso delle protesi in gel di silicone, se non in maniera ristretta e controllata all'interno di trials clinici. Le basi della decisione di Kessler sono riportate in un famoso discorso alla FDA in cui l'autore motivava la sua decisione sulla base dell'assenza di studi clinici scientificamente corretti per documentare l'efficacia e la tollerabilità degli impianti in gel di silicone, dopo 30 anni d'uso incontrollato.
La moratoria sull'uso delle protesi in gel di silicone ha determinato pertanto uno stimolo verso lo sviluppo di materiali di riempimento alternativi e al contempo ha stimolato la ricerca nel campo degli effetti a breve e lungo termine esercitati dal gel di silicone. Sia la FDA che lo IOM (Institute of Medicine) nel 1999 hanno pubblicato report in base ai quali concludevano che non esisteva evidenza di un legame tra impianti mammari e cancro, malattie autoimmuni, problemi neurologici o altre malattie sistemiche.
In Europa la polemica ha contribuito alla pubblicazione della direttiva 93/42 EEC, entrata in vigore in tutti gli stati membri dal 15/6/1998, dopo un periodo transitorio (dal ‘95 al ‘98). In base a tale direttiva le protesi rientravano in una classe di rischio dei presidi medico chirurgici pari a 2. Successivamente la Commissione europea ha adottato la Direttiva 2003/12 in data 3/2/2003, in base alla quale le protesi mammarie sono state riclassificate in Classe 3, che prevede un iter più complesso per ottenere la certificazione di conformità.
Alternativo all'uso delle protesi è il ricorso a tessuti della paziente stessa prelevati da un sito e trasferiti in sede mammaria. Il primo ad utilizzare una tecnica di trasferimento del tessuto muscolare è stato il medico italiano Iginio Tansini nel 1897; è stato il primo ad utilizzare la tecnica di trasferimento del muscolo latissimo del dorso ruototandolo sulla parte anteriore del torace, per la riparazione di perdite di tessuto conseguenti ad amputazione della mammella. 
Nel corso del ventesimo secolo la tecnica è stata estesamente applicata per la prevenzione del linfedema conseguente a mastectomia radicale ampia e per la correzione di difetti della parete toracica anteriore dovuti ad asportazione di condrosarcomi.
Alla fine degli anni settanta del 1900, con l'evoluzione delle conoscenze riguardanti la vascolarizzazione cutanea, McGraw ha proposto l'utilizzazione di un lembo muscolocutaneo, cioè composto dal muscolo e la cute sovrastante.
Nel 1979 Bostwick ha descritto estesamente la tecnica e le sue indicazioni, riportando la sua esperienza su 60 pazienti per un periodo di 2 anni, utilizzando il lembo muscolare o muscolocutaneo, in associazione con impianti protesici. La sua tecnica, pur discostandosi poco da quelle descritte negli anni precedenti, consentiva di ottenere una soddisfacente simmetria con la mammella controlaterale, consentendo di ricreare il profilo mammario. La popolarità di questo lembo è stata parzialmente offuscata dall'introduzione del lembo muscolocutaneo di retto addominale, tuttavia rimane un'opzione valida in pazienti selezionate. L'ulteriore evoluzione della tecnica negli anni più recenti prevede, in alcuni casi, l'utilizzazione del lembo muscolocutaneo di latissimo del dorso allestito con tecnica "estesa", senza l'utilizzazione di impianti protesici.
Tra i molti autori che hanno investigato la possibilità di una ricostruzione mammaria con tessuti autologhi Holmström è stato il primo che ha clinicamente dimostrato la possibilità di utilizzare la cute addominale, trasferendo in due pazienti un esteso lembo di cute addominale dai quadranti inferiori, utilizzando il peduncolo epigastrico inferiore profondo e superficiale, dando a questa tecnica il nome di trapianto con lembo “T.R.A.M.”. In seguito Hartrampf ha studiato l'utilizzo dello stesso lembo, peduncolato stavolta sulle arterie epigastriche superiori, sfruttando le anastomosi intramuscolari tra il sistema dei vasi epigastrici superiori e inferiori. A partire dal 1979, dopo gli accurati studi di Boyd sulle relazioni tra i sistemi vascolari della parete addominale (vasi epigastrici superficiali, profondi, superiori, inferiori, circonflessi iliaci), il lembo "T.R.A.M.", sia peduncolato che microchirurgico, è diventato uno strumento fondamentale nella ricostruzione mammaria con tessuti autologhi.
Soltanto nel 1989 Koshima ha dimostrato clinicamente la possibilità di superare gli svantaggi di questo lembo sollevando un esteso lembo di cute addominale, senza il muscolo retto, ma peduncolato su una sola arteria perforante proveniente dalla arteria epigastrica inferiore profonda, il lembo "D.I.E.P.". Allen per primo nel 1994 ha utilizzato il lembo D.I.E.P. per la ricostruzione mammaria confermando tutti i vantaggi precedentemente sottolineati da Koshima. 
Negli ultimi dieci anni diversi autori hanno descritto la loro esperienza nell'utilizzo del lembo D.I.E.P. nella ricostruzione mammaria. L'affinamento della tecnica chirurgica e la definizione esatta delle indicazioni e dei costi-benefici di questo lembo hanno fatto sì che rimpiazzasse il lembo T.R.A.M. ovunque non fosse necessario l'apporto di tessuto muscolare. In Italia il primo ad eseguire un trapianto con lembo D.I.E.P. è stato Santanelli nel 1998.

## Tecniche ricostruttive
Esistono diversi metodi di "ricostruzione mammaria", ciascuno dei quali presenta indicazioni diverse secondo vari fattori quali:
- le condizioni generali della paziente:
  - indice ASA
- il tipo di difetto:
  - monolaterale
  - bilaterale
  - cutaneo-ghiandolare
  - ghiandolare
- le caratteristiche della mammella controlaterale:
  - piccola
  - media
  - grande
- la concomitanza di radioterapia
- la disponibilità di tessuti autologhi
- le preferenze della paziente:
  - fobia per le protesi
  - intolleranza a cicatrici accessorie
  - semplicità dell'intervento
- disponibilità all'adeguamento della mammella controlaterale.

Fondamentalmente si distinguono tre categorie di metodiche, quelle che ricostruiscono il volume mammario con tessuti autologhi, quelle che utilizzano presidi protesici e quelle che utilizzano entrambi.

## Ricostruzione con tessuti autologhi
Le metodiche che prevedono l'uso di tessuti autologhi, cioè della stessa paziente, hanno il vantaggio di offrire la ricostruzione di una neo-mammella molto naturale, in quanto costituita da tessuto adiposo, e pertanto con caratteristiche fisiche molto simili a quella controlaterale. Consentono inoltre il conseguimento di un valido solco sottomammario e di un volume mammario spesso del tutto simile al controlaterale, evitando quindi l'adeguamento dell'altra mammella. Un altro vantaggio inoltre è dato dall'evitare l'uso di presidi protesici, che consente eventualmente la possibilità di eseguire la radioterapia post-operatoria, ben consapevoli che potrebbe comunque determinare una perdita relativa della simmetria conseguita. Infine, anche se questi interventi hanno tempi di sala operatoria maggiori e degenze più lunghe, determinano una riduzione della spesa sanitaria, in quanto si riduce il numero degli interventi necessari, si evita il costo dell'espansore e della protesi definitiva e si evitano i costi aggiuntivi legati ad eventuali complicanze causate dalla radioterapia. Rispetto all'uso delle protesi si evita il rischio di successivi interventi operatori negli anni a seguire per l'eventuale insorgere di complicanze tipiche come gli spostamenti e contratture capsulari. Rispetto alle protesi comportano, infine, il vantaggio di evitare differenze di comportamento e al tatto rispetto alla mammella controlaterale, e di avere una neo-mammella che prosegue il normale percorso biologico legato all'età e alle variazioni di peso corporeo, evitando asimmetrie e differenze evidenti. 
Va precisato che l'uso di tessuti autologhi in ricostruzione mammaria, comporta comunque l'esecuzione d'interventi genericamente più invasivi, rispetto al ricorso alle sole protesi, che richiedono quindi una degenza prolungata (in media 5-7 giorni), una più lunga riabilitazione post-operatoria, ma in particolare si richiede una più alta competenza chirurgica specialistica (ad es. ricostruzioni microchirurgiche) e una particolare organizzazione dei team chirurgici e anestesiologici, non sempre disponibile in tutti i presidi ospedalieri.

### Ricostruzione con lembo D.I.E.P. (Deep Inferior Epigastric Perforator)[19]
Il lembo di tessuto autologo D.I.E.P. usato per la ricostruzione in questo caso prende il nome dai vasi perforanti della arteria epigastrica inferiore profonda (deep inferior epigastric perporator). L'intervento consiste nel trasferimento in sede toracica di una losanga di tessuto cutaneo-adiposo o solo adiposo, prelevato dalla porzione sotto-ombelicale dell'addome mediante l'isolamento delle perforanti sotto-ombelicali dell'arteria e vena Epigastrica Inferiore Profonda. A differenza del lembo T.R.A.M, il lembo D.I.E.P. non prevede il sacrificio di muscolo retto dell'addome, ma solo una limitata incisione dello stesso per accedere al peduncolo vascolare, pertanto il suo prelievo non causa alcun difetto funzionale all'area donatrice. Quindi i vasi donatori epigastrici vengono anastomizzati, con metodica microchirurgica, ai vasi riceventi precedentemente preparati, solitamente arteria e vena Circonflessa della Scapola, o anche Toracodorsale, o Mammaria interna. In seguito al prelievo resta nell'area addominale una cicatrice del tutto simile a quella dell'addominoplastica estetica, nascondibile sotto gli slip, mentre in regione mammaria solitamente resta una cicatrice la cui estensione e forma dipende dalle dimensioni della cute rimossa con la mastectomia e quindi reintegrata con il lembo.
L'intervento, in genere della durata media di circa 5-6 ore, viene eseguito in anestesia generale, in doppia équipe: mentre il chirurgo generale esegue la mastectomia seguendo le linee di incisione prestabilite, il chirurgo plastico allestisce il lembo addominale. Esso è costituito da un'ellissi di cute e tessuto sottocutaneo della regione addominale, localizzata tra pube e ombelico, prelevato in continuità con il sistema di sottili arterie e vene che lo irrorano. Si giunge ad isolare questi vasi fino alla loro origine dall'arteria e vena iliaca, passando attraverso il muscolo retto dell'addome, ma danneggiandone solo una ristrettissima parte, e senza che ciò comporti conseguenze funzionali per la paziente. Nel caso in cui il sistema vascolare superficiale (vasi epigastrici superficiali) sia ben rappresentato, è possibile utilizzarlo come peduncolo principale del lembo, evitando la dissezione intramuscolare delle perforanti e preservando l'integrità del muscolo retto addominale (il lembo così allestito è denominato S.I.E.A, da Superficial Inferior Epigastric Artery). Alcune valutazioni preliminari vanno fatte per le pazienti nullipare, che in genere hanno un'irrorazione addominale con vasi più piccoli rispetto alle donne con figli, e in tutti i casi in cui si constati la presenza di vasi perforanti di piccolo calibro. In questi casi potrebbe essere necessario il prelevamento di una parte del muscolo retto addominale, preservando la fascia (lembo T.R.A.M.); ne consegue un difetto della parete addominale che viene riparato con una plastica della fascia con o senza rete, che può risultare in una difficoltà funzionale nei piegamenti del busto e/o una protrusione della parete addominale sotto sforzo.
Dopo il suo prelevamento, il lembo addominale D.I.E.P. viene trasferito in sede mammaria e suturato in posizione per rimodellare la neo-mammella. Quindi si procede alla fase più delicata: quella di “rivascolarizzazione” del lembo, ovvero si ricongiungono, con l'aiuto del microscopio, i vasi che irrorano il lembo ai vasi precedentemente isolati in regione ascellare o mammaria. In questo modo la neo-mammella sarà normalmente collegata al circolo sanguigno ed efficacemente irrorata. Di solito si prediligono l'arteria e vena circonflessa della scapola, che vengono isolati durante la fase di linfoadenectomia ascellare da parte del chirurgo generale. Se essi non sono di qualità adeguata allora si possono isolare l'arteria e vena toracodorsale, sempre in sede ascellare, o l'arteria e vena mammaria interna, isolandoli al III - IV spazio intercostale, subito lateralmente allo sterno. Nelle ricostruzioni immediate non è necessaria la reinnervazione del lembo poiché scientificamente è stato dimostrato che la neomammella ricostruita recupera spontaneamente ottimi livelli di sensibilità [20].
Al termine della procedura si completano le suture cutanee e vengono inseriti drenaggi in aspirazione in regione mammaria, ascellare e addominale, in modo da evacuare le raccolte di sangue. I drenaggi verranno rimossi dopo la ripresa della deambulazione e permangono solitamente circa 7-8 giorni, comunque fino a che la secrezione sarà talmente bassa da consentirne la rimozione.
In particolare la ricostruzione con il lembo D.I.E.P. permette un risparmio quasi completo della parete muscolare, rispetto alla tecnica con lembo T.R.A.M. microchirurgico o peduncolato, che invece necessitano il prelievo parziale o sub-totale del muscolo retto addominale, che espone ad un aumentato rischio di laparocele, disturbi posturali, prolungata degenza e lunga riabilitazione post-operatoria.
Il ricorso alla ricostruzione con lembo D.I.E.P. è indicato:
- quando sia disponibile un'adeguata area di donazione di tessuto autologo (addome);
- quando si richiede la ricostruzione di una mammella voluminosa e si vuole evitare un adeguamento della mammella controlaterale;
- quando è stata praticata o si prevede radioterapia postoperatoria;
- dopo fallimento di precedenti ricostruzioni mammarie con protesi;
- dopo mastectomie allargate con ampia rimozione di tessuti molli;

mentre è controindicato se:
- Gli esiti cicatriziali di precedenti interventi non consentono il prelievo del lembo;
- La paziente ha un indice di rischio anestesiologico elevato o rifiuta un intervento lungo (4-5 ore);
- La paziente ha anomalie della coagulazione.

### Ricostruzione con lembo T.R.A.M. (Transverse Rectus Abdominis Musculocutaneous)[25][26]
Tipo microchirurgico:
Consiste nel trasferimento in sede toracica di una losanga di tessuto muscolo-cutaneo-adiposo o solo muscolo-adiposo, prelevato dalla porzione sotto-ombelicale dell'addome e comprendente la parte distale del muscolo retto addominale, vascolarizzato tramite le perforanti sotto-ombelicali dall'arteria e vena epigastrica inferiore profonda. Anche in questo caso i vasi donatori epigastrici vengono anastomizzati con metodica microchirurgica ai vasi riceventi in area toracica, precedentemente preparati, solitamente l'arteria e vena circonflessa della scapola, oppure toracodorsale, o ancora mammaria interna. Nell'area addominale, così come in regione mammaria, restano cicatrici del tutto simili a quelle del lembo D.I.E.P. Rispetto alla tecnica con D.I.E.P, che ne rappresenta un'evoluzione, la tecnica con T.R.A.M. comporta un rischio maggiore di laparocele, per questo è oggi meno utilizzata.
Tipo peduncolato:
Consiste nel trasferimento in sede toracica di una losanga di tessuto muscolo-cutaneo-adiposo o solo muscolo-adiposo, prelevato dalla porzione sotto-ombelicale dell'addome. A differenza del precedente esso comprende la parte prossimale del muscolo retto addominale attraverso il quale riceve la vascolarizzazione dalle perforanti sotto-ombelicali dei vasi Epigastrici inferiori che si anastomizzano con l'arteria e vena Epigastrica Superiore. In questo caso non è necessaria alcuna anastomosi microchirurgica dei vasi donatori Epigastrici Superiori, né tantomeno l'isolamento di vasi riceventi. Nell'area addominale così come in regione mammaria esitano cicatrici del tutto simili a quella del lembo D.I.E.P. o del T.R.A.M. microchirurgico.
La ricostruzione con lembo T.R.A.M., sia esso microchirurgico o peduncolato, ha le medesime indicazioni e controindicazioni del lembo D.I.E.P; in aggiunta però, il T.R.A.M. microchirurgico ha lo svantaggio di creare un difetto muscolare nella parete addominale determinando un certo rischio di laparocele e un prolungamento dei tempi di degenza. Tale svantaggio è ancor più importante nel T.R.A.M. peduncolato, in cui il difetto muscolare addominale è ben più ampio rispetto al T.R.A.M. microchirurgico.

### Ricostruzione con lembo L.I.C.A.P. (Lateral Intercostal Artery Perforator)[27]
L'intervento consiste nell'allestimento di un lembo che viene prelevato dalla regione toracica laterale o latero-posteriore e trasferito in sede del difetto mammario. Il lembo L.I.C.A.P. è costituito da tessuto cutaneo e sottocutaneo della regione toracica prelevato in continuità con il sistema di sottili arterie e vene, dette perforanti, che lo irrorano. Si giunge ad isolare questi vasi fino alla loro origine dall'arteria e vena intercostale, passando attraverso il muscolo serrato anteriore, preservando quest'ultimo e dissecandone solo una ristrettissima parte, senza che ciò comporti conseguenze funzionali per la paziente. Alla fine, l'area di prelievo del lembo viene chiusa linearmente, risultando una lunga cicatrice orizzontale o obliqua. Nell'area di prelievo si lascia un drenaggio in aspirazione che verrà rimosso quando si saranno sensibilmente ridotte le perdite siero-ematiche.
Il lembo viene trasferito in sede mammaria e suturato in posizione in modo da colmare il difetto mammario. Nell'area donatrice resta una cicatrice orizzontale o obliqua, mentre in regione mammaria l'estensione e la forma della cicatrice dipendono dal tipo di mastectomia parziale o totale effettuata. 
Solitamente richiede un ricovero di 2-3 giorni, è eseguito in anestesia generale, e dura circa 2/2,5 ore.
Questa ricostruzione è indicata quando:
- è prevista una ricostruzione dopo mastectomia parziale
- è stata praticata o si prevede radioterapia postoperatoria.

È invece controindicata quando:
- gli esiti cicatriziali di precedenti interventi non consentono il prelievo del lembo;
- la paziente ha anomalie della coagulazione.

### Ricostruzione con lembo T.D.A.P. (Thoraco-Dorsal Artery Perforator)[28][29][30]
L'intervento consiste nell'allestimento di un lembo che viene prelevato dalla regione toracica posteriore e trasferito in sede del difetto mammario. Il lembo T.D.A.P. è costituito da tessuto cutaneo e sottocutaneo della regione fascio-cutaneo che viene prelevato dalla superficie posteriore del torace, la cui perfusione ematica è garantita dai vasi perforanti del peduncolo toraco-dorsale, seguiti nel loro decorso intramuscolare del muscolo Grande Dorsale, preservandone la sua funzione. Si giunge ad isolare questi vasi fino alla loro origine dall'arteria e vena toracodorsale, passando attraverso il muscolo grande dorsale, preservando quest'ultimo e dissecandone solo una ristrettissima parte, senza che ciò comporti conseguenze funzionali per la paziente.
Alla fine, l'area di prelievo del lembo viene chiusa linearmente, risultando una lunga cicatrice orizzontale o obliqua. Nell'area di prelievo si lascia un drenaggio in aspirazione che verrà rimosso quando si saranno sensibilmente ridotte le perdite siero-ematiche. Il lembo viene trasferito in sede mammaria e suturato in posizione in modo da colmare il difetto mammario. Solitamente richiede un ricovero di 2-3 giorni, è eseguito in anestesia generale, e dura circa 2/2,5 ore.
Il lembo T.D.A.P. è indicato quando:
- è prevista una ricostruzione dopo mastectomia parziale o segmentaria;
- dopo mastectomia totale in caso di mammelle di volume medio-piccolo;
- è stata praticata o si prevede radioterapia postoperatoria;

mentre è controindicato quando:
- quando gli esiti cicatriziali di precedenti interventi non consentono il prelievo del lembo;
- la paziente ha anomalie della coagulazione.

### Ricostruzione con Lembo S.G.A.P. (Superior Gluteal Artery Perforator)[31]
L'intervento consiste nell'allestimento di un lembo che viene prelevato dalla regione glutea e trasferito in sede del difetto mammario. Il lembo SGAP prende il suo nome dai vasi perforanti della arteria glutea superiore e consiste in una losanga di tessuto cutaneo-adiposo prelevato dalla regione glutea mediante l'isolamento delle perforanti dell'arteria e vena Glutea Superiore. Tale lembo non prevede il sacrificio di muscolo gluteo, ma solo una limitata incisione dello stesso per accedere al peduncolo vascolare, pertanto il suo prelievo non causa alcun difetto funzionale all'area donatrice.
Nell'area di prelievo si lascia un drenaggio in aspirazione che verrà rimosso quando si saranno sensibilmente ridotte le perdite siero-ematiche e il lembo viene trasferito in sede mammaria e suturato in posizione in modo da colmare il difetto. In seguito al prelievo, nell'area donatrice esita una cicatrice orizzontale/obliqua del tutto simile a quella di una procedura estetica di lifting di gluteo, che rimane celata dallo slip, mentre in regione mammaria esita una cicatrice la cui estensione e forma dipendono dalle dimensioni della cute rimossa con la mastectomia e quindi reintegrata con il lembo.
L'allestimento del lembo SGAP è indicato:
- quando non sia disponibile un'adeguata area di donazione di tessuto autologo addominale;
- quando pregressi interventi chirurgici, o la presenza di estese cicatrici, in sede addominale possono interferire con il prelievo del lembo DIEP;
- dopo fallimento di precedenti ricostruzioni mammarie con protesi;

mentre è controindicato se:
- gli esiti cicatriziali di precedenti interventi non consentono il prelievo del lembo;
- la paziente ha anomalie della coagulazione.

### Ricostruzione con Lembo T.M.G. (Transverse Muscolo-cutaneous Gracilis)[32]
L'intervento consiste nel prelievo di tessuti quali cute, adipe e muscolo gracile dalla porzione prossimale della coscia per la ricostruzione della mammella. Il prelevamento del muscolo Gracile (al contrario di altri muscoli come il retto dell'addome), non produce evidenti deficit funzionali e la cicatrice, posizionata lungo la piega inguinale, ovvero alla radice della coscia nella sua aderenza alla parte inguinale, rimane facilmente celata sotto gli slip. Il peduncolo vascolare di questo lembo è costituito dal ramo ascendente dell'arteria femorale profonda e dalla vena corrispondente. Il lembo viene prelevato dalla porzione mediale del terzo superiore della coscia (interno coscia) assieme al suo peduncolo vascolare e sacrificando il muscolo gracile, e viene trasferito in sede mammaria per la ricostruzione della neo-mammella, anche in questo caso ristabilendo la vascolarizzazione mediante ad anastomosi microchirurgiche con i vasi ascellari o mammari interni.
In seguito al prelievo del lembo TMG l'area, nella quale viene posizionato un drenaggio in aspirazione, viene quindi chiusa con una sutura lineare, risultando una cicatrice orizzontale lungo la piega inguinale, completamente celata dagli indumenti intimi e del tutto simile alla cicatrice da lifting crurale.
Questa procedura è indicata se:
- la paziente ha mammelle di piccole/medie dimensioni;
- quando non sia disponibile un'adeguata area di donazione di tessuto autologo addominale;
- quando pregressi interventi chirurgici, o la presenza di estese cicatrici, in sede addominale possono interferire con il prelievo del lembo DIEP;

mentre è controindicata se:
- gli esiti cicatriziali di precedenti interventi non consentono il prelievo del lembo;
- la paziente ha anomalie della coagulazione.

## Quadrantectomia
La quadrantectomia è un intervento chirurgico mirato ad asportare un tumore alla mammella, quando sia possibile intervenire solo su una porzione di questa. Anatomicamente la mammella è convenzionalmente divisa in quattro quadranti, e si procede quindi all'asportazione solo di quello interessato dal tumore. Le indicazioni di quando sia possibile ricorrere a una quadrantectomia al posto di una mastectomia totale, dipendono dalle valutazioni cliniche del medico in ragione del tipo e dell'estensione del tumore. 
Esistono varie tecniche chirurgiche per eseguire una quadrantectomia, in ambito di chirurgia senologica e di chirurgia plastico ricostruttiva. Qui sono riportare le tecniche derivate dalla chirurgia plastica ricostruttiva.

### Quadrantectomia e ricostruzione con tecnica "Wise pattern"[33][34]
Consiste nell'applicazione dei principi della mastoplastica riduttiva estetica alla quadrantectomia. È possibile utilizzare questa tecnica quando si prevede una quadrantectomia/tumorectomia, e il settore con la neoplasia da asportare corrisponde al settore che solitamente viene asportato dopo una regolare mastoplastica riduttiva, ovvero QIE, QII o all'intersezione dei QQSS. Dopo quest'intervento restano delle cicatrici periareolari, dall'areola al solco sottomammario e in quest'ultimo, e una forma del cono mammario del tutto simili a quelle conseguenti alla mastoplastica riduttiva estetica.
La ricostruzione con "Wise pattern" è indicata quando:
- è presente una mammella di considerevole volume e si vuole beneficiare del vantaggio conseguente alla riduzione peso/volumetrica anche della mammella controlaterale;
- è prevista una quadrantectomia/tumorectomia nei settori QIE, QII o all'intersezione dei QS;
- si prevede radioterapia postoperatoria.

mentre è controindicata quando:
- sono presenti mammelle di piccole dimensioni;
- la paziente rifiuta l'adeguamento della mammella controlaterale;
- è prevista un'asportazione più ampia di una quadrantectomia/tumorectomia.

Dopo la localizzazione del tumore, se esso ricade nei quadranti inferiori o appena sopra al complesso areola-capezzolo (CAC), si applica sulla cute mammaria il pattern della mastoplastica riduttiva e si procede come nella riduzione mammaria. Se la neoplasia è localizzata nel QIE o QII si asportano i quadranti inferiori mantenendo la vascolarizzazione del CAC attraverso un lembo superiore laterale o mediale. Se essa è invece localizzata sopra il complesso areola-capezzolo, si conserva la vascolarizzazione di questo attraverso un lembo inferiore e si rimuove il resto della ghiandola. Alla fine la mammella viene suturata esattamente come nella mastoplastica riduttiva estetica.

### Quadrantectomia e ricostruzione con tecnica "Wise pattern modificata da Santanelli"[35]
Come la precedente, questa tecnica consiste nella modifica dei principi della mastoplastica riduttiva “Wise Pattern” per adeguarli alla ricostruzione mammaria, ma il suo particolare disegno permette di applicarla anche nella rimozione di tumori in quadranti differenti da quelli che vedono normalmente applicata la tecnica “Wise Pattern” tradizionale. È infatti raccomandabile utilizzare questa tecnica quando si prevede una quadrantectomia/tumorectomia, corrisponde ai Quadranti superiori (QQSS), poiché permette di riportare esiti estetici sensibilmente migliori di altre tecniche che asportano il tumore ma non ricompongono la coppa del seno anche nella parte superiore. Pertanto con la tecnica “Wise pattern- modificata Santanelli” si dovrà conservare, nel quadrante inferiore corrispondente al quadrante superiore asportato, una quantità di cute e ghiandola idonea a reintegrare l'asportazione eseguita superiormente. Dopo quest'intervento esisteranno delle cicatrici periareolari, dall'areola al solco sottomammario, nel solco, e una, a seconda dei casi, nel quadrante SI o SE. La forma del cono mammario sarà del tutto simile a quella conseguente alla mastoplastica riduttiva estetica.
Le indicazioni alla ricostruzione "Wise pattern modificata da Santanelli" sono sostanzialmente le stesse che per la "Wise pattern" tradizionale, tranne che per la localizzazione della neoplasia. Si applica, infatti, il pattern modificato da Santanelli quando è prevista una quadrantectomia/tumorectomia nei settori QSE o QSI.

## Lipofilling o "innesto adiposo"
Il lipotrapianto e/o lipoinnesto è un intervento chirurgico il cui scopo è il reintegro, o il ripristino, del volume della mammella in toto o di quadranti interessati da deformità o depressioni. Si esegue attraverso il prelievo e il trasferimento di una quantità variabile di tessuto adiposo da una regione donatrice del corpo, solitamente i trocanteri, alla regione mammaria da trattare. La tecnica si applica in casi di traumi che hanno modificato la forma della mammella, asimmetrie congenite e, ultimamente, si sta sperimentando e valutando la sua applicazione per correzioni post quadrantectomie e altri interventi chirurgici a seguito di tumori.
Parte del tessuto adiposo innestato va incontro a riassorbimento, e pertanto, sovente è necessario ricorrere a molteplici sedute (almeno 3) per conseguire la correzione desiderata. L'intervento viene eseguito in anestesia locale, loco-regionale o generale, a seconda dei casi e della associazione con altre procedure, e la durata della procedura dipende dall'ampiezza della regione da trattare.
Previa infiltrazione di 0,5 -1 cc di anestesia locale, si effettuano 2-3 incisioni di 2–3 mm di lunghezza, a livello dell'area donatrice (solitamente addome, fianchi o cosce) dove, mediante cannule a basket da 2,4 mm e siringhe di 10 cc, si effettua un'aspirazione di circa 100-200 cc di adipe che, sterilmente, viene centrifugato secondo la metodica di “Coleman” sino ad ottenere la necessaria quantità di grasso purificato da reimpiantare a livello del difetto. Successivamente, previa esecuzione di piccole incisioni di 1,2 mm a livello mammario, si effettua l'infiltrazione del grasso purificato mediante le stesse siringhe da 10cc e ago cannule da 1-1,3 mm, attraverso tunnel incrociati, sì da ottenere un riempimento omogeneo dell'area interessata. Segue la sutura delle mini incisioni. I trattamenti sono solitamente distanziati di almeno 3-6 mesi.
Tale metodica è indicata se:
- la mammella da ricostruire è di medio/piccolo volume;
- il difetto è parziale e conseguente ad una quadrantectomia;
- si vogliono ridurre contemporaneamente accumuli adiposi localizzati;

mentre è controindicata se:
- sono presenti mammelle di enormi dimensioni che richiedo un numero eccessivo di sedute operatorie;
- la paziente non ha accumuli adiposi disponibili.

## Presidi protesici
L'uso di presidi protesici, cioè di protesi al silicone, fornisce il vantaggio di evitare l'esecuzione di un prelievo di tessuto da un'area donatrice e quindi riduce l'impegno fisico del paziente e i tempi operatori. Talvolta però si deve ricorrere a più di un intervento, ritardando così il completamento dell'iter ricostruttivo. In pazienti con mammelle piccole queste metodiche offrono la possibilità di eseguire contemporaneamente una mastoplastica additiva controlaterale. Lo svantaggio fondamentale nell'uso di protesi nell'ambito della chirurgia plastico ricostruttiva in seguito a un tumore è costituito dall'incompatibilità con la radioterapia che, infatti, determina con alta probabilità la necrosi della cute di rivestimento e l'estrusione della protesi stessa.
Se è vero quindi che con questa metodica non si aggiungono altre cicatrici nella regione mammaria da ricostruire, è altrettanto vero che spesso non è possibile ricostruire una mammella con una ptosi sufficientemente naturale, quindi per il raggiungimento di una valida simmetria spesso si rende necessaria una mastoplastica riduttiva o una mastopessi d'adeguamento della mammella controlaterale. Un ulteriore svantaggio, che si manifesta soprattutto nelle ricostruzioni monolaterali, è dato dalla più o meno lenta ma inesorabile perdita della simmetria, in quanto la mammella controlaterale continua ad andare incontro ai normali processi di senescenza quali atrofia e ptosi, mentre quella ricostruita rimane molto più stabile e rigida nel tempo. Altri problemi connessi all'uso delle protesi sono il rischio di spostamento nel tempo delle stesse e l'insorgere di contratture capsulari, effetto della reazione del corpo all'introduzione di un oggetto estraneo.

### Tecnica con "espansore e protesi"
Questa metodica ricostruttiva con uso di protesi prevede due tempi chirurgici: uno per l'inserimento di un espansore della cute e il secondo per la sostituzione di questo con la protesi definitiva. Nella prima fase chirurgica, solitamente eseguita in contemporanea con la mastectomia, si inserisce un espansore mammario, una sorta di protesi vuota con una piccola valvola, le cui misure sono scelte sulla base di quelle della mammella controlaterale. L'espansore viene collocato in una tasca completamente sottomuscolare, formata dal muscolo Grande Pettorale e dal muscolo Serrato Anteriore. dopo aver sollevato il Gran Pettorale medialmente, s'interrompono le sue inserzioni sterno-condrali inferiori e si solleva lateralmente il Serrato Anteriore dal piano costale in modo d'allestire una tasca sufficientemente larga per accettare l'espansore, e infine si suturano i due muscoli tra loro, e sopra di essi si sutura la cute, lasciando dei drenaggi in aspirazione.
Già in sala operatoria l'espansore viene riempito in modo da ridurre gli spazi morti, mentre nel periodo successivo sarà riempito con iniezione di liquido attraverso una piccola valvola con frequenza settimanale e in ragione di circa il 10% del suo volume fino e oltre il suo volume massimo. Così facendo si determina un aumento della superficie cutanea toracica necessaria per ricostruire nel secondo tempo chirurgico la protuberanza mammaria. Dopo aver ottenuto una valida espansione con ipercorrezione del difetto, si procede, nel secondo tempo chirurgico, alla rimozione dell'espansore, accedendo attraverso la pregressa cicatrice, e alla sostituzione dello stesso con la protesi definitiva, che sarà impiantata di volume idoneo a ricostruire una mammella simile a quella controlaterale. Per il raggiungimento di una valida simmetria spesso si rende necessaria una mastoplastica riduttiva o una mastopessi di adeguamento della mammella controlaterale, talvolta ripetibile negli anni.
La ricostruzione con "espansore e protesi" è indicata quando:
- non è disponibile un'area di donazione di tessuto autologo (ad es. addome) idonea a trasferire un lembo;
- non è prevista radioterapia;
- si richiede la ricostruzione di una mammella poco voluminosa e preferibilmente si vuole eseguire anche un incremento (mastoplastica additiva) della mammella controlaterale;

mentre è controindicata:
- se è stata praticata o si prevede radioterapia;
- in caso di mastectomia radicale totale (sec. Halsted), allargata alla cute e/o ai muscoli pettorali.

### Ricostruzione con tecnica "Wise pattern + protesi"[38]
Consiste nell'applicazione dei principi della mastoplastica riduttiva alla ricostruzione mammaria. È molto simile alla Wise pattern con soli tessuti autologhi, dalla quale differisce per la completa asportazione della ghiandola, con risparmio della cute mammaria prevista dal pattern della mastoplastica riduttiva. Il volume mammario deve quindi essere reintegrato necessariamente con una protesi. Restano delle cicatrici periareolari, dall'areola al solco sottomammario, e in quest'ultimo, simili a quelle conseguenti alla mastoplastica riduttiva e pertanto nascoste sotto il reggiseno. Il capezzolo e l'areola sono ricostruiti successivamente. Questa metodica si accompagna spesso ad una mastoplastica riduttiva controlaterale, oppure viene eseguita bilateralmente, spesso in caso di mastectomie sottocutanee profilattiche.
Tale metodica è indicata quando:
- è prevista una mastectomia con risparmio della cute;
- è presente una mammella di considerevole volume e si vuole beneficiare del vantaggio conseguente alla riduzione peso/volumetrica anche della mammella controlaterale;

ed è controindicata quando:
- si prevede radioterapia;
- la paziente rifiuta l'adeguamento controlaterale.

### Ricostruzione con tecnica "Wise pattern modificata da Santanelli + protesi"[39]
Del tutto simile alla metodica precedente, differisce solo perché la cute da asportare con la neoplasia è localizzata nei QQSS, pertanto, per ottenere la copertura della protesi, bisogna applicare un pattern di riduzione cutanea modificato. Indicazioni e controindicazioni di questa metodica sono sovrapponibili a quelle per la "Wise pattern + protesi" tradizionale.
Allo stesso modo la procedura chirurgica è del tutto simile alla metodica precedente, e ne differisce solo perché la cute da asportare, e quindi quella da salvaguardare, segue il pattern modificato per ottenere l'asportazione della cute in contiguità con la neoplasia e contemporaneamente la copertura della protesi.

## Ricostruzione con lembi autologhi e protesi

### Ricostruzione con il Lembo toracico-laterale + protesi[40]
Consiste nel reintegro della superficie cutanea mediante la rotazione di un lembo fascio-cutaneo prelevato dalla faccia laterale del torace, mentre per la ricostituzione del volume mammario è necessario l'inserimento di una protesi definitiva, che viene posizionata sotto il muscolo pettorale, dopo aver interrotto le sue inserzioni sternali più distali. Esitano una cicatrice a V capovolta sul cono mammario e una orizzontale sulla parete laterale del torace, comunque tutte nascoste sotto il reggiseno.
Questa metodica è indicata quando:
- non è disponibile un'area di donazione di tessuto autologo (addome);
- si richiede la ricostruzione di una mammella poco voluminosa;
- la paziente non preferisce una ricostruzione in due tempi;
- la paziente è disponibile ad eseguire un adeguamento (mastoplastica riduttiva) della mammella controlaterale;

ed è controindicata quando:
- è stata praticata o si prevede radioterapia;
- la paziente rifiuta l'adeguamento controlaterale.

### Ricostruzione con il lembo di Latissimus Dorsi +/- protesi[41][42]
Consiste nella rotazione di tessuto muscolo-cutaneo, o solo muscolare, prelevato dalla faccia posteriore del torace e, se necessario, nella reintegrazione del volume mammario mediante l'utilizzo di una protesi definitiva. Il Gran Dorsale è un muscolo sottile e a forma di ventaglio che origina dalla faccia anteriore delle ultime tre coste, dal margine posteriore e laterale della cresta iliaca e, mediante la fascia toraco-lombare, dalle ultime 6 vertebre toraciche e lombari, e si inserisce sul margine mediale dell'incisura bicipitale dell'omero. È quasi completamente sottocutaneo, tranne nella porzione mediale superiore dove è coperto dal trapezio e nella inserzione distale dal teres major. Si scolpisce quindi il lembo isolando il capo prossimale del muscolo Gran Dorsale fino alla sua origine senza però interromperlo, si risparmia, ovviamente, il peduncolo vascolare, ma si interrompe il nervo toracodorsale.
Con il muscolo si può prelevare un'isola cutanea variamente orientata e di notevoli dimensioni, che può essere lunga quanto tutta la lunghezza verticale del muscolo e larga di solito non più di 12 cm per permettere una chiusura per approssimazione diretta dei margini. Insieme con l'isola cutanea si trasporterà una quantità di muscolo Gran Dorsale che, suturato alla parete toracica, sarà sufficiente a rivestire completamente la protesi. Dopo il trasferimento, l'area di donazione verrà chiusa per prima intenzione, lasciando un drenaggio in aspirazione. In seguito resta una cicatrice mammaria ad ellisse sul cono mammario (o lineare in caso di allestimento di un lembo esclusivamente muscolare) e una sulla parete posteriore del torace, comunque tutte nascoste sotto il reggiseno.
La ricostruzione con "Latissimus Dorsi + protesi" è indicata se:
- non è disponibile un'area di donazione di tessuto autologo (ad es.: addome) sufficiente a ricostruire la mammella senza l'ausilio di materiali protesici;
- si richiede la ricostruzione di una mammella non troppo voluminosa;
- la paziente è disponibile ad eseguire un adeguamento (mastoplastica additiva/riduttiva) della mammella controlaterale;
- è stata praticata o si prevede radioterapia;
- si deve eseguire una ricostruzione bilaterale;

mentre è controindicata quando:
- c'è una lesione vascolo-nervosa del muscolo gran dorsale;
- la paziente rifiuta l'adeguamento controlaterale;
- la paziente è un'atleta che necessita della piena funzionalità dell'arto superiore;
- la paziente è paraplegica.